# Kandergrund
Kandergrund est une commune suisse du canton de Berne, située dans l'arrondissement administratif de Frutigen-Bas-Simmental.

## Géographie
La commune de Kandergrund se trouve dans le district de Frutigen, dans le canton de Berne. Elle se situe dans la partie supérieure de la vallée de la Kander et comprend les hameaux Ausser-Kandergrund et Inner-Kandergrund, Bunderbach, Mitholz, Reckental et Rüti.
Le territoire de Kandergrund s'étend sur 32,06 km2. Lors du relevé de 2013-2018, les surfaces d'habitations et d'infrastructures représentaient 4,0 % de sa superficie, les surfaces agricoles 32,7 %, les surfaces boisées 37,6 % et les surfaces improductives 25,8 %.
|          | Frutigen    |                          |
| Frutigen | Kandergrund | Reichenbach im Kandertal |
|          | Kandersteg  |                          |

## Histoire
Des vestiges de l'âge du bronze ont été trouvés à Mitholz. Kandergrund dépend au temporel et au spirituel de Frutigen depuis le Moyen Âge. En 1833, elle reste attachée à la commune politique de Frutigen, puis est érigée en commune en 1850 ; Kandersteg s'en sépare en 1909. Au spirituel, l'annexe comprenant Kandergrund, Mitholz et Kandersteg, créée en 1840, devient une paroisse en 1860. Aux XIXe et XXe siècles, un peu d'industrie (fabriques d'allumettes, carrière) s'ajoute à l'économie rurale (élevage du bétail, agriculture) et au tissage à domicile (drap de Frutigen). L'extraction de charbon dans plusieurs mines (du XVIIIe et XXe siècles) est peu rentable. Durant la construction du chemin de fer du Lötschberg (1906-1913) et de la centrale électrique (1907-1910, puis 1989-1991) pour l'alimentation en courant de la ligne ferroviaire, la population enfle pour une courte période. Kandergrund connaît aussi une activité touristique (tourisme pédestre, excursions), centrée sur le Blausee.

## Démographie

### Évolution de la population
Kandergrund compte 822 habitants au 31 décembre 2022 pour une densité de population de 26 hab/km2. Sur la période 2010-2019, sa population a augmenté de 1,5 % (canton : 6,1 % ; Suisse : 9,4 %).  

### Pyramide des âges
En 2020, le taux de personnes de moins de 30 ans s'élève à 30,7 %, au-dessus de la valeur cantonale (30,3 %). Le taux de personnes de plus de 60 ans est quant à lui de 29,3 %, alors qu'il est de 27,9 % au niveau cantonal.
La même année, la commune compte 419 hommes pour 388 femmes, soit un taux de 51,9 % d'hommes, supérieur à celui du canton (49,1 %).
| Hommes | Classe d’âge | Femmes |
| ------ | ------------ | ------ |
| 1,0    | 90 ans ou +  | 0,8    |
| 6,2    | 75 à 89 ans  | 11,6   |
| 20,3   | 60 à 74 ans  | 18,6   |
| 19,6   | 45 à 59 ans  | 20,1   |
| 20,3   | 30 à 44 ans  | 20,4   |
| 15,3   | 15 à 29 ans  | 14,2   |
| 17,4   | - de 14 ans  | 14,4   |

| Hommes | Classe d’âge | Femmes |
| ------ | ------------ | ------ |
| 0,7    | 90 ans ou +  | 1,6    |
| 8,0    | 75 à 89 ans  | 10,4   |
| 17,3   | 60 à 74 ans  | 17,8   |
| 22,0   | 45 à 59 ans  | 21,3   |
| 20,6   | 30 à 44 ans  | 19,9   |
| 16,4   | 15 à 29 ans  | 15,3   |
| 15,1   | - de 14 ans  | 13,8   |

## Monuments
- Château de Felsenburg